# Papa Owusu-Ankomah

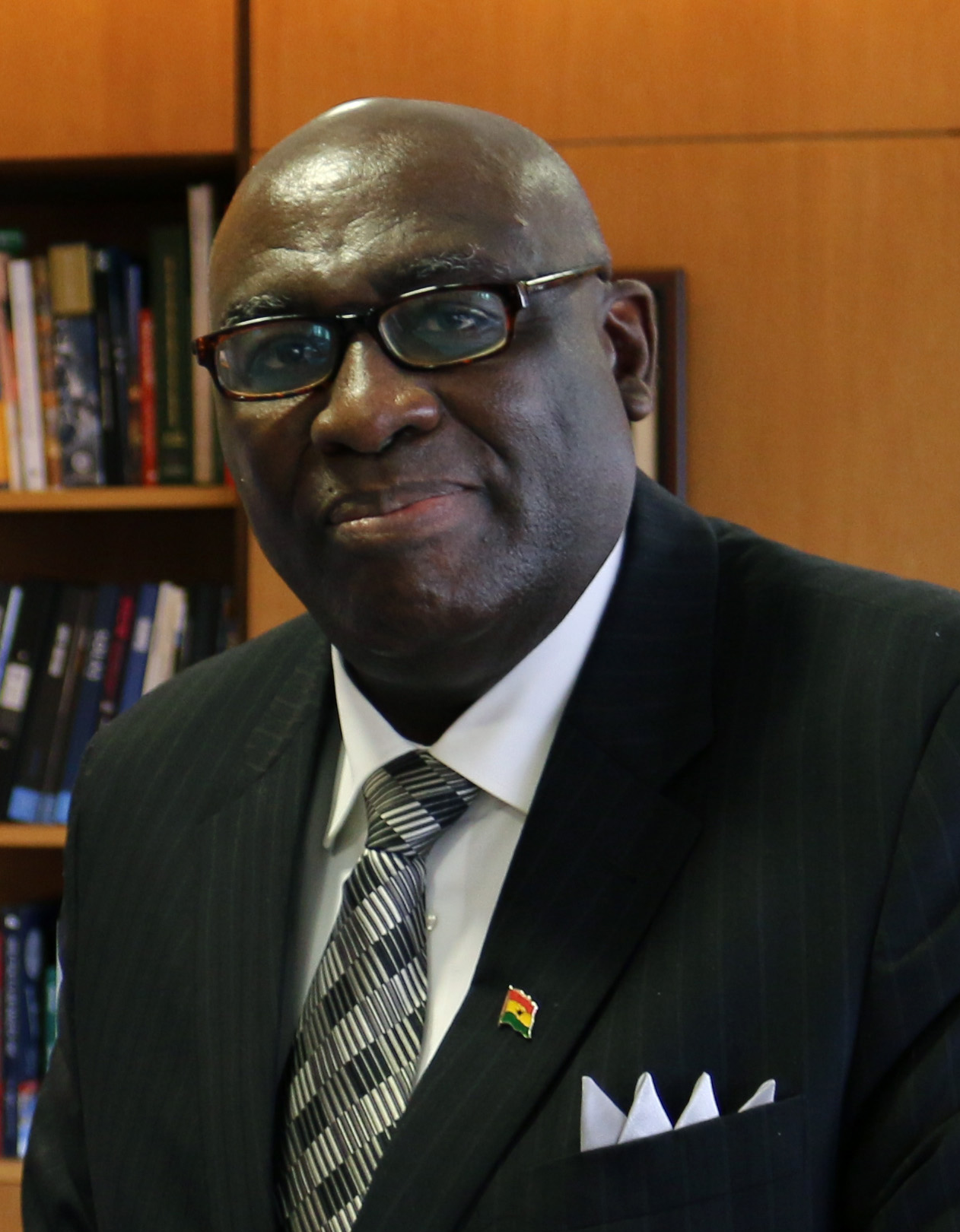
Papa Owusu-Ankomah

Papa Owusu-Ankomah (* 27. April 1957 in Sekondi, Ghana) ist ein Politiker, Hochschullehrer und Jurist in Ghana. Er ist Mitglied des Parlamentes und war unter Präsident John Agyekum Kufuor Minister für Erziehung, Wissenschaft und Sport bis Juli 2007. Amtsnachfolger wurde Dominic Fobih. Ankomah trat vom Amt zurück, um sich als Kandidat der New Patriotic Party (NPP) bei den Vorwahlen zu den Präsidentschaftsnominierungen stellen zu können.

## Ausbildung
Owusu-Ankomah stammt aus Dixicove, des Distriktes Ahanta West. Zwischen 1969 und 1976 besuchte er die Mfantsipim School in Cape Coast, in der er sein G.C.E. A-Level absolvierte. Direkt nach seinem Abschluss im Jahr 1976 schrieb er sich an der Universität von Ghana in Legon, einem Stadtteil von Accra ein. Bereits 1979 schloss er hier sein Studium mit dem LL.B. (Hons.) ab. Er besuchte in Accra die Kurse der Rechtsfakultät und wurde im Jahr 1981 von der Rechtsanwaltskammer als Barrister aufgenommen.

## Karriere
Zwischen 1981 und 2000 arbeitete er in Ghana für verschiedene Kanzleien. Er arbeitete für die Kanzlei Secondi/Takoradi City Solicitor, ferner als Partner in der Kanzlei Owusu-Ankomah. Ferner war er für Amanquah Co. Consulting Associate wie auch für Ghartey Ghartey Law Firm in Takoradi tätig.
An der Fachhochschule in Takoradi, der Takoradi Polytechnic, lehrte er in Rechtswissenschaften.
Im Jahr 2001 wurde er im Parlament Ghanas zum stellvertretenden Fraktionsführer der Mehrheitspartei sowie stellvertretender Minister für Regierungsangelegenheiten (Government Business) während der ersten Amtszeit von Präsident Kufuor. Zwischen August 2001 und September 2001 war er Minister für Jugend und Sport. Im Oktober 2001 wurde er im Parlament Fraktionsführer der Mehrheitspartei und Minister für Parlamentarische Angelegenheiten. Diese Position gab er im März 2003 auf, um im April 2003 Justizminister und Attorney General und damit zum obersten Berater des Präsidenten in Rechtsfragen zu werden. Bei der Regierungsumbildung in der zweiten Amtszeit im Jahr 2005 von Präsident Kufuor wechselte Owusu Ankomah als Minister in das Ministerium für Erziehung, Wissenschaft und Sport. Dieses Amt legte er im Juli 2007 freiwillig nieder, um sie als Kandidat für die Präsidentenwahlen 2008 bei seiner Partei intern als Kandidat wählen zu lassen.

## Familie
Owusu-Ankomah ist verheiratet und Vater von drei Kindern.